# Heinrich von Maltzan

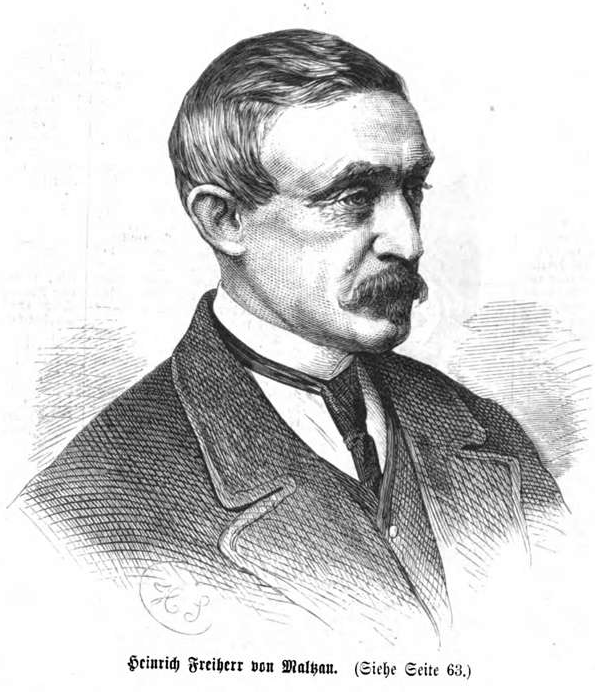
Heinrich von Maltzan. Grafik von Hermann Scherenberg, 1871

Heinrich Karl Eckard Helmuth von Maltzan, auch: Heinrich Eckhard Carl Helmuth von Maltzan (* 6. September 1826 in Dresden; † 22. Februar 1874 in Pisa), Reichsfreiherr zu Wartenberg und Penzlin, war ein deutscher Schriftsteller und Orientalist.

## Leben
Heinrich Freiherr von Maltzan (Nr. 670 der Geschlechtszählung) entstammte dem Ast Tarnow des alten, ursprünglich mecklenburgischen, Adelsgeschlechts der Maltzahn. Sein Vater, Heinrich Karl Franz Adolf Freiherr von Maltzan (1793–1851), war bayerischer Kammerherr und Major der Kavallerie. Nach dem frühen Tod der Mutter, Julie Poulott-Thomson of Waverley († 1834), wuchs Heinrich teilweise in England, teilweise an verschiedenen Orten Deutschlands auf. Von 1846 bis 1850 studierte er in München, Heidelberg und Erlangen Rechtswissenschaften und orientalische Sprachen und trat zunächst für kurze Zeit in den Verwaltungsdienst des Königreichs Sachsen ein. Ab 1851 durch das reiche väterliche Erbe finanziell unabhängig, führte er das Leben eines Privatgelehrten und Forschungsreisenden in verschiedenen orientalischen Ländern.
1860 unternahm er als Muslim getarnt eine Pilgerfahrt nach Mekka. Als Tarnung diente ein Pass, den sich Maltzan durch Bestechung eines algerischen Arabers besorgt hatte. Dieses Vorgehen war notwendig, weil der Besuch der heiligsten Stadt des Islam für Nichtmuslime bei Todesstrafe verboten war und ist. Erst nach dem Tod des offiziellen Passbesitzers veröffentlichte Maltzan 1865 seinen Bericht über diese Reise.
Für die orientalistische Forschung von Bedeutung waren darüber hinaus seine Beschreibungen phönizischer und punischer Inschriften, vor allem im Bericht über eine Reise in den damaligen Regentschaften Tunis und Tripolis. Im Übrigen brachte er als einer der ersten Kenntnisse über das Mehri nach Europa.
Er starb nach schwerer Krankheit durch Suizid.

## Werke (Auswahl)
- Drei Jahre im Nordwesten von Afrika. Reisen in Algerien und Marokko. 4 Bände. Dürr, Leipzig 1863.
- Meine Wallfahrt nach Mekka. Reise in der Küstengegend und im Inneren von Hedschas. 2 Bände. Dyk, Leipzig 1865 (mehrere Neuauflagen, zuletzt Neudruck bei Olms, Hildesheim/Zürich/New York 2004 ISBN 3-487-12619-2).

Band 1 (Digitalisat)
Band 2 (Digitalisat)
- Reise auf der Insel Sardinien. Nebst einem Anhang: Über die phönicischen Inschriften Sardiniens. Dyk, Leipzig 1869 (neu herausgegeben on demand von A. Stieglitz, Frankfurt am Main 2002, ISBN 3-8311-3565-7).
- Sittenbilder aus Tunis und Algerien. Dyk, Leipzig 1869.
- Reise in die Regentschaften von Tunis und Tripolis. 3 Bände. Dyk, Leipzig 1870.
- Reise nach Südarabien und Geographische Forschungen im und über den südwestlichen Theil Arabiens. Vieweg, Braunschweig 1873 (hathitrust.org – Neudruck: Olms, Hildesheim 2004 ISBN 3-487-12622-2).